# Jewell Loyd
Jewell Loyd (ur. 5 października 1993 w Lincolnwood) – amerykańska koszykarka występująca na pozycjach rozgrywającej oraz rzucającej, reprezentantka kraju, obecnie zawodniczka Seattle Storm.

## Osiągnięcia
Stan na 19 lutego 2022, na podstawie, o ile nie zaznaczono inaczej.

### NCAA
- 2-krotna wicemistrzyni NCAA (2014, 2015)
- Uczestniczka NCAA Final Four (2013–2015)
- Mistrzyni:
  - turnieju:
    - Big East (2013)
    - Atlantic Coast (ACC – 2014, 2015)

  - sezonu regularnego:
    - Big East (2013)
    - ACC (2014, 2015)
- Zawodniczka Roku:
  - NCAA według ESPN Writters (2015)
  - konferencji ACC (2015)
- Najlepsza pierwszoroczna zawodniczka sezonu:
  - NCAA według United States Basketball Writers Association (USBWA – 2013)
  - konferencji Big East (2013)
- MVP turnieju:
  - ACC (2014, 2015)
  - regionalnego NCAA Notre Dame (2014)
  - Naismith Memorial Basketball Hall of Fame Women's Challenge (2015)
- Wybrana do:
  - I składu:
    - All-American (2014, 2015)
    - NCAA Final Four (2014, 2015)
    - ACC (2014, 2015)
    - defensywnego ACC (2014, 2015)
    - turnieju:
      - ACC (2014, 2015)
      - Big East (2013)
      - regionalnego NCAA:
        - Notre Dame (2014)
        - Oklahoma City (2015)

    - zawodniczek pierwszorocznych Big East (2013)

  - składu honorable mention All-Big East (2013)

### WNBA
- Mistrzyni WNBA (2018, 2020[2])
- Zdobywczyni pucharu Commissioner’s Cup (2021)[3]
- Debiutantka Roku WNBA (2015)[4]
- Zaliczona do:
  - I składu:
    - debiutantek WNBA (2015)
    - WNBA (2021)[5]

  - II składu WNBA (2016)
- Uczestniczka:
  - meczu gwiazd:
    - WNBA (2018, 2019[6], 2021)
    - kadra USA vs gwiazdy WNBA (2021)[7]

  - konkursu rzutów za 3 punkty WNBA (2021)[8]

### Inne drużynowe
- Finalistka pucharu Turcji (2016)

### Reprezentacja
Drużynowe
- Mistrzyni:
  - olimpijska (2020[9], 2024[10])
  - świata:
    - 2018
    - 3x3 (2014)
    - U–17 (2010)